# Stanley Cup 1996
La finale della Stanley Cup 1996 è stata una serie al meglio delle sette gare che ha determinato il campione della National Hockey League per la stagione 1995-96. Al termine dei playoff i Florida Panthers, campioni della Eastern Conference, si sfidarono contro i Colorado Avalanche, campioni nella Western Conference. I Colorado Avalanche nella serie finale di Stanley Cup usufruirono del fattore campo in virtù del maggior numero di punti ottenuti nella stagione regolare, 104 punti contro i 92 dei Panthers. La serie iniziò il 4 giugno e finì il 10 giugno con la conquista da parte degli Avalanche della Stanley Cup per 4 a 0.
Sia per Colorado che per Florida si trattò della prima partecipazione alle finali della Stanley Cup; la franchigia di Colorado era alla sua prima stagione in assoluto dopo essersi trasferita nell'estate del 1995 da Québec, dove la franchigia era nota come Nordiques de Québec, mentre la formazione della Florida era stata creata nel 1993. Nella storia della NHL solo due squadre riuscirono ad arrivare alle finali della Stanley Cup in meno tempo: i St. Louis Blues vi giunsero all'esordio nella stagione 1967-68, mentre i New York Rangers vinsero il titolo nel 1928 alla loro seconda stagione. Dopo gli Edmonton Oilers Colorado fu la seconda franchigia nata nella World Hockey Association capace di vincere la Stanley Cup.
Al termine della serie il centro canadese Joe Sakic fu premiato con il Conn Smythe Trophy, trofeo assegnato al miglior giocatore dei playoff.

## Contendenti

### Florida Panthers
I Florida Panthers conclusero la stagione regolare al terzo posto della Atlantic Division, il quarto della Conference, con 92 punti conquistati. Nel corso dei playoff sconfissero al primo turno i Boston Bruins per 4-1, mentre al secondo i Philadelphia Flyers per 4-2. Nella finale della Conference infine affrontarono i Pittsburgh Penguins e vinsero la serie per 4-3.

### Colorado Avalanche
I Colorado Avalanche conclusero la stagione regolare al primo posto nella Pacific Division, il secondo nella Conference, totalizzando 104 punti. Al primo turno sconfissero i Vancouver Canucks, per 4-2, mentre al secondo turno superarono sempre per 4-2 i Chicago Blackhawks. Infine nella finale di Conference sconfissero per 4-2 i Detroit Red Wings.

## Serie

### Gara 1
| Arbitro: | Bill McCreary |

|                  |           |                                     |
| Fitzgerald 16:51 | Marcatori | 30:32 Young 32:21 Ricci 34:21 Krupp |

### Gara 2
| Arbitro: | Don Koharski |

|              |           |                                                                                     |
| Barnes 07:52 | Marcatori | 04:11, 13:46, 15:05 Forsberg 10:43, 24:37 Corbet 25:08 Kamenskij 30:03, 57:28 Klemm |

### Gara 3
| Arbitro: | Andy Van Hellemond |

|                                       |           |                                  |
| Lemieux 02:44 Keane 21:38 Sakic 23:00 | Marcatori | 09:14 Sheppard 11:19 Niedermayer |

### Gara 4
| Arbitro: | Bill McCreary |

|              |           |  |
| Krupp 104:31 | Marcatori |  |

## Roster dei vincitori
| Vincitori della Stanley Cup 1996 Colorado Avalanche | Portieri: Patrick Roy, Stéphane Fiset Difensori: Sylvain Lefebvre, Uwe Krupp, Aleksej Gusarov, Craig Wolanin (A), Curtis Leschyshyn, Sandis Ozoliņš, Jon Klemm, Adam Foote Attaccanti: Mike Ricci (A), Troy Murray, Chris Simon, Valerij Kamenskij, Dave Hannan, Warren Rychel, Adam Deadmarsh, Joe Sakic (C), René Corbet, Peter Forsberg, Claude Lemieux, Mike Keane, Stéphane Yelle, Scott Young Staff Tecnico: Marc Crawford (Allenatore), Joel Quenneville (Ass. allenatore), Jacques Martin (Ass. allenatore), Paul Fixter (Ass. allenatore) |